# Fajão
Fajão is een plaats (freguesia) in de Portugese gemeente Pampilhosa da Serra en telt 295 inwoners (2001).

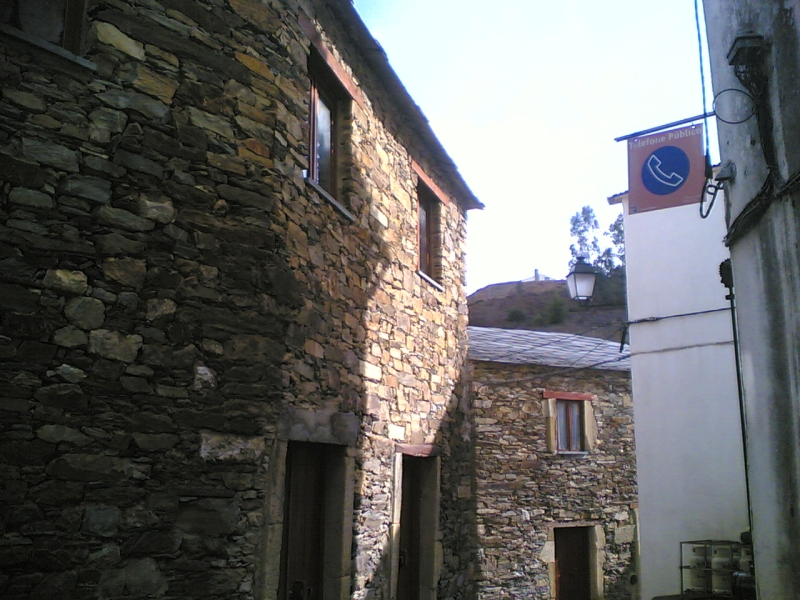
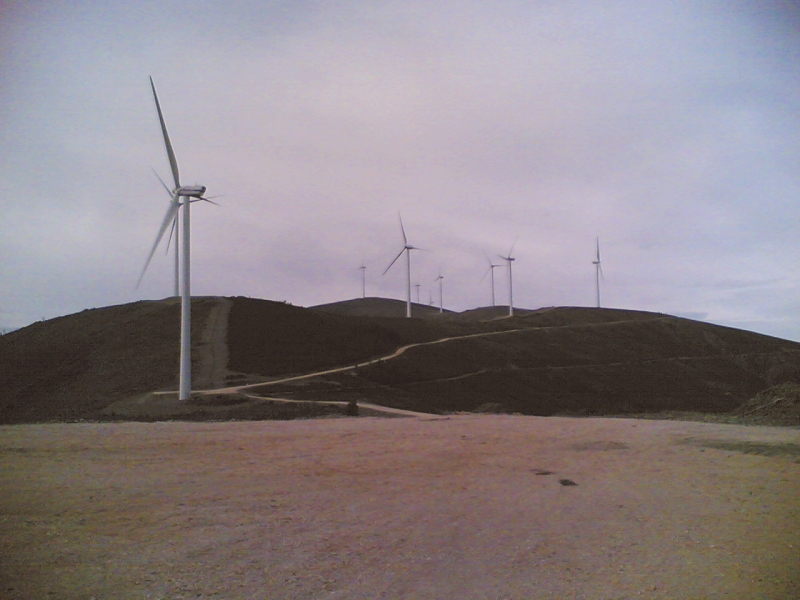
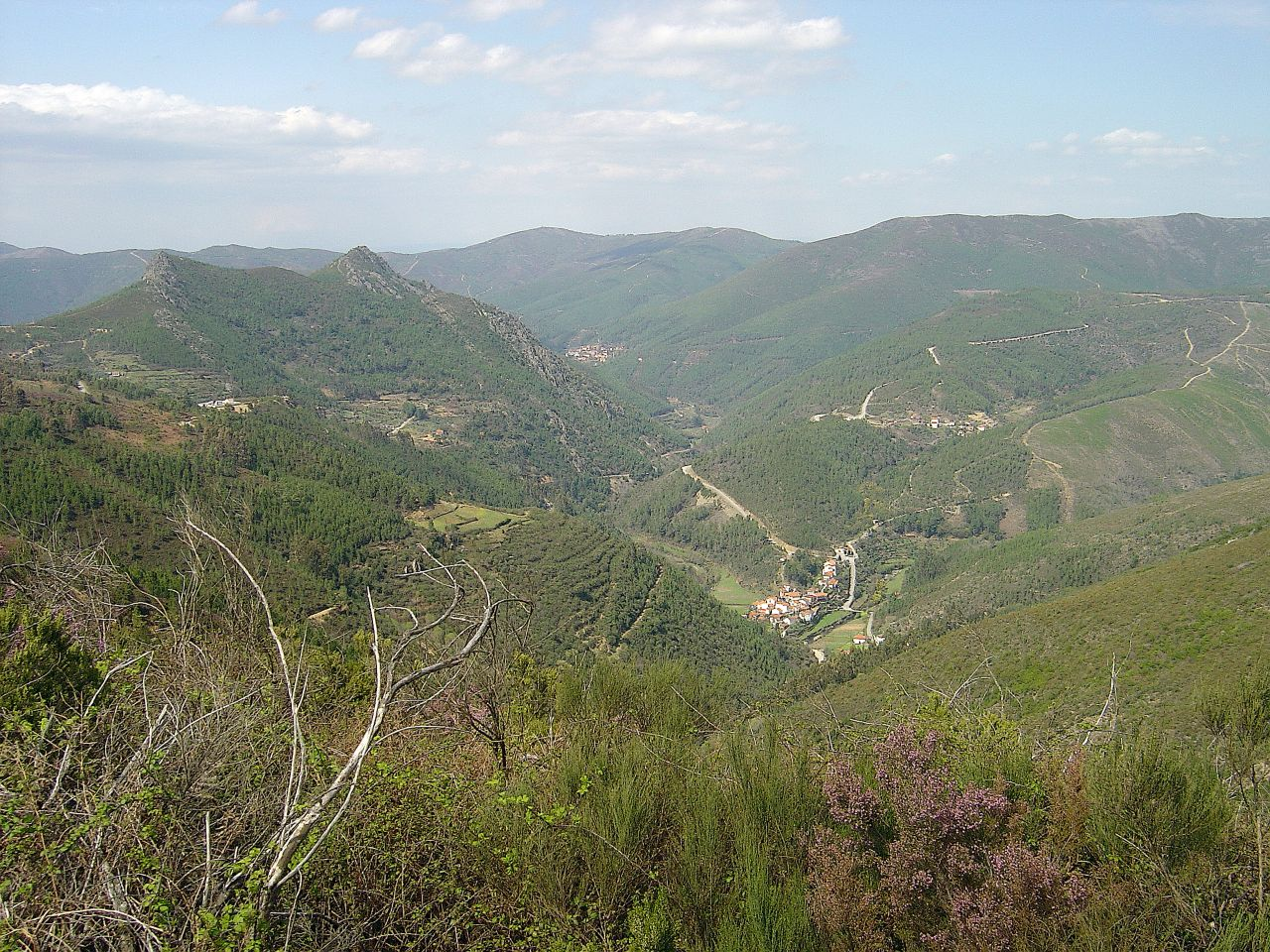
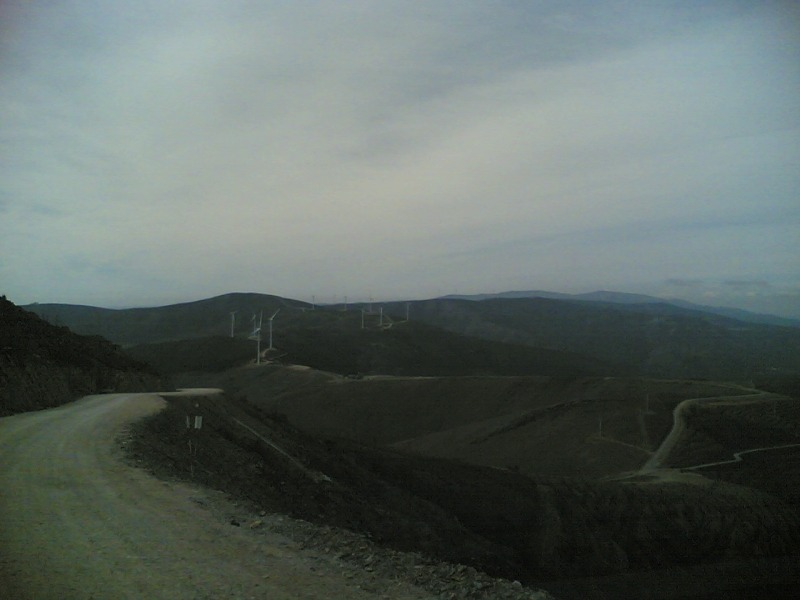